# Eunice limosa
Eunice limosa är en ringmaskart som beskrevs av Ehlers 1868. Eunice limosa ingår i släktet Eunice och familjen Eunicidae. Inga underarter finns listade i Catalogue of Life.